# 딜런 베이커
딜런 베이커(Dylan Baker, 1959년 10월 7일 ~ )는 미국의 배우이다. CBS 드라마 《굿 와이프》(2010-15) 출연을 통해 프라임타임 에미상 드라마 시리즈 부문 게스트 남우상 후보에 세 차례 올랐다. 2013년 《23 블래스트》를 연출하며 감독으로도 데뷔하였다.

## 작품 목록

### 영화 출연
- 자동차 대소동 (1987)
- 폭로 (1994) - 필립 블랙번 역
- 해피니스 (1998)
- D-13 (2000)
- 더 셀 (2000) - 헨리
- 로드 투 퍼디션 (2002)
- 헤드 오브 스테이트 (2003)
- 하우 투 딜 (2003)
- 킨제이 보고서 (2004)
- 스파이더맨 2 (2004) - 커트 코너스 박사 역
  - 스파이더맨 3 (2007)
- 숨바꼭질 (2005)
- 마타도어 (2005)
- 내 친구 파이도 (2006)
- 트릭 오어 트릿 (2007)
- 어크로스 더 유니버스 (2007)
- 헌팅 파티 (2007) - CIA 요원 역
- 레볼루셔너리 로드 (2008)
- 세크러테어리엇 (2010)
- 2 데이즈 인 뉴욕 (2012)
- 앵커맨 2: 전설은 계속된다 (2013)
- 셀마 (2014) - J. 에드거 후버 역
- 알파치노의 은밀한 관계 (2014) - 파 박사 역
- 뷰티풀 프래니 (2015)
- 미스 슬로운 (2016)
- 리벤지: 복수의 시작 (2016)
- 나는 악마를 사랑했다 (2019) - 데이비드 요컴 역
- 드림 시나리오 (2023) - 리차드 역

### 영화 연출
- 23 블래스트 (2013)

### 텔레비전 출연
- 굿 와이프 (2010-15)
- 대미지 (2011)
- 아메리칸즈 (2016)
- 홈랜드 (2018)